# Etudes (Littell)
Etudes is een publicatie van Jonathan Littell uit 2007 [=2008].

## Geschiedenis
De Amerikaanse, later in het Frans publicerende schrijver Jonathan Littell (1967) werd bekend door zijn roman Les Bienveillantes (De welwillenden) uit 2006. Daarna publiceerde hij nog verschillende werken, vooral kleinere. Daartoe behoort zijn Etudes, verschenen bij de Franse uitgeverij Fata Morgana. De bundel bevat Un dimanche en été, L'attente, Entre deux avions en Fait accompli.

### Uitgave
Van de uitgave werden 3000 exemplaren gedrukt door het Atelier Six te Saint-Clément; het drukken was gereed op 30 november 2007. 20 genummerde exemplaren werden gedrukt op Arches en voorzien van een originele, gesigneerde en in 2008 gedateerde tekening van Jesse Littell.